# Gröna hissen (dryck)

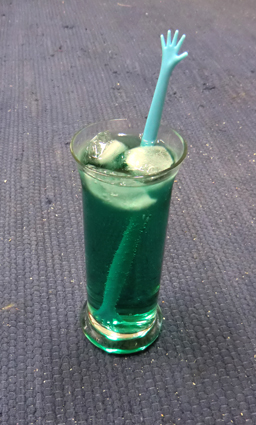
Gröna hissen

Gröna hissen är en drink på gin, curação och läsk. Den är mest känd för sin gröna färg och dekorerades ursprungligen med russin som av kolsyran åkte "hiss" upp och ner i glaset. I dag serveras Gröna hissen sällan med russin utan snarare med ett cocktailbär eller en skiva citron.
Ett vanligt recept för Gröna hissen är
- 4 cl gin som blandas med 2 cl grön curação och sedan hälls i ett highballglas med is för att slutligen toppas med Pommac eller Champis och garneras med en citronskiva. Vill man "få hissen att gå snabbare" ersätts grön curação med grön chartreuse.

Drinken har fått sitt namn efter lustspelet Gröna hissen som skådespelaren Gösta Ekman d.ä. hade stora framgångar med på 1920- och 1930-talen. I en central scen i pjäsen blandas en mycket stark cocktail med namnet Gröna hissen som två av rollfigurerna sedan dricker sig mycket berusade på.   
År 1944 filmades Gröna hissen med Max Hansen och Sickan Carlsson i huvudrollerna.

## I populärkultur
Teaterpjäsen Gröna Hissen är namngiven efter drinken.